# Daniel Marie Rey
Pour les articles homonymes, voir Rey.
Daniel Rey est un homme politique français né le 20 avril 1802 à Aurel (Drôme) et mort le 22 mars 1874 à Saillans (Drôme).

## Biographie
Daniel Marie Hospice Rey naît le 30 floréal an X à Aurel. Il est le fils de Jean Rey, notaire, et de son épouse, Marie Motte.
Propriétaire à Saillans, Daniel Rey devient commandant de la Garde nationale du canton de Saillans en 1830 et maire de Saillans en 1836. Conseiller général de 1842 à 1851, il est député de la Drôme de 1848 à 1851, d’abord dans la constituante, puis dans l’Assemblée nationale législative. Il siège à gauche dans ces deux assemblées et suit les options de la Montagne dans ses prises de position dans cette assemblée. Il vote ainsi :
- contre le rétablissement du cautionnement,
- contre les poursuites contre Caussidière,
- contre le rétablissement de la contrainte par corps,
- contre l'abolition de la peine de mort,
- contre l'amendement Grévy, qui s’opposait à l’élection du président au suffrage universel ;
- pour l'ensemble de la Constitution,
- contre la proposition Rateau de dissolution rapide de la Constituante voulue par les royalistes ;
- contre l'interdiction des clubs,
- pour les crédits de l'expédition de Rome,
- pour l'amnistie des transportés.

Il vote aussi contre la loi du 31 mai 1850 qui élimine un tiers des citoyens des listes électorales
Il est exilé en Belgique après le coup d’État du 2 décembre 1851. De retour en France, il préside le conseil général de la Drôme de 1871 à 1874.
Il meurt le 22 mars 1874 à Saillans.

## Sources